# Eiland-West-Fries
Het Eiland-West-Fries is een groep dialecten van het West-Fries die zich van de andere West-Friese dialecten onderscheidt door een aantal conservatieve eigenheden. De term Eiland-West-Fries wordt soms onderscheidend gebruikt aan de term Land-West-Fries.
Zoals de naam al doet vermoeden wordt het Eiland-West-Fries gesproken op de eilanden Texel, Wieringen en voorheen ook Vlieland. Ook het Enkhuizens kan tot het Eiland-West-Fries worden gerekend. Het Tessels en het Wierings lijken zeer sterk op elkaar. 
Het Eiland-West-Fries heeft de volgende typische kenmerken: de Algemeen Nederlandse lange ij klinkt  als een ie: diek, kieke, tied. De Algemeen Nederlandse ui klinkt als een uu: huus, uut, ruke. Voor het overige valt op te merken dat het Eiland-West-Fries zich veel minder naar het Hollands heeft toebewogen dan het Land-West-Fries. 